# 파란만장 미스김 10억 만들기
《파란만장 미스김 10억 만들기》는 2004년 4월 7일부터 2004년 5월 27일까지 방송된 SBS 수목 드라마이다.
다만, 폭력조직을 거느린 사채업자를 등장시켜 비난을 샀다.

## 등장 인물

### 주요 인물
- 김현주 : 김은재 역

부자도 아니고 가난하지도 않은 집에서 성장했다. 자기 힘으로 집을 장만해야 한다는 생각을 갖고 있어서 여러 개의 적금통장과 주택부금을 붓고 있다. 약간은 짠순이 기질을 가진 평범한 여자였다. 그녀의 꿈은 햇빛이 잘 드는 창 넓은 베란다가 있는 집에서 남편은 앉은 뱅이 책상에서 책을 보고, 자기는 빨래를 개는 것이었다. 그 꿈에 거의 입성했다 싶은 순간, 결혼식 당일 신랑 유영원이 식장에 나타나지 않으면서 그녀의 인생은 요동친다. 수많은 사람들 앞에서 창피 당하기 직전, 결혼식 사진사인 무열의 도움을 받아 식장을 탈출. 다행히 아무도 모르는 상황이라 큰 일로는 번지지 않았다. 그러나 곳 회사원 파티에서 자리 만남이 있었고 또 위기에 빠진 은재는 이 때 결혼식장에 처음 만난 무열을 남편인 척 끌어들여 결혼 취소의 비밀을 가까스로 유지할 수 있었다. 이런 위기 속에서 은재는 유영원한테 돌아오라고 다시 부탁했지만 이미 서우경에게 사랑에 붙잡혀있어서 거절당하였고 은재는 결혼을 취소시킨 주범인 서우경에게 큰 경계심을 가지면서 경쟁 사이에 돌입하게 된다. 한편 쪽방 신세던 무열은 은재의 집에서 방세를 놓으며 같이 살고 싶어했는 데 은재는 처음에는 흉측하다며 거절하지만 그 시기 무열도 유영원의 천문대를 위해 서우경이 무열의 어린 시절을 보낸 추억의 집을 돈으로 빼앗으려고 한 비슷한 상황에 놓인 무열의 처지를 알게 된 은재는 방에서 지내는 것을 허락하며 부부인 척 하면서 당분간 살게 한다.
- 지진희 : 박무열 역

처음에는 게으르고 놀고 먹는 백수였다. 성공한 사업가 아버지를 두고 사치품에 많이 매달렸다. 여자에게도 인기가 많다보니 돈을 쓰는 양은 만만치 않았는데 그래도 꿈은 있던지 포토샵을 여는 것인데 아버지가 보태주지 않았다. 아버지는 아들 스스로 성공하는 것을 보고 싶었기 때문이다 하지만 그 시기, 아버지는 그만 쫄딱 망해버린다. 결국 아버지는 그 과정에서 감옥으로 들어가고 아버지는 빚잔치를 해버리고 회사도 넘어가고 집도 넘어가고, 그것도 모자라 운명한 형의 추억이 묻어 있는 바닷가 별장 마저도 넘어가려는 데... 형이 죽고나서 심약해진 엄마는 그 집만은 안된다며 울부짖다가 쓰러지고, 무열은 태어나서 처음으로 진지한 결심을 하고야 만다. 엄마에게 형과의 추억이 깃든 그 집을 지켜주겠다고 이를 계기로 철없던 무열의 인생 역전이 시작된다. 사진가로 그는 활동하여 돈을 벌었으나 역시 그 수입으로는 집을 지키기에는 역부족이었다. 어느날 무열은 결혼식장의 기념촬영 카메라맨으로 가게 되는데 그때 처음으로 신부였던 은재를 만난다. 무열은 아무일 없이 당연히 사진 촬영으로만 돈만 받고 끝날 줄 알았지만...... 신랑 유영원의 배신으로 그것도 결혼식 진행 중 취소가 되버리고 편지로 못간다는말 하나만 남기고 유영원은 나타나지 않으면서 그 전까지 아무것도 몰랐던 은재는 급기야 멘붕 상태에 빠진다. 어쩔 수 없이 무열은 은재와 함께 결혼식장을 기습 탈출하여 도움을 주었고 도움을 받은 은재는 고마워하며 보상금도 같이 줄겸 무열에게 곳 회사원 파티가 있어서 결혼 취소 비밀유지를 위해 결국 결혼식에 같이 있던 무열에게 1일만 남편이 되달라고 부탁을 하며 약 20만원의 엄청난 보상을 제안을 한다. 결국 노심초사 끝애 무열은 1일 남편이 되었지만, 너무 나대서 쫓겨났다. 그 후 무열은 집 파산위기에 직면하고 쪽방 신세에 무열은 개고생에 시달린다. 이런 상황에서 서우경은 박건형을 위한 집을 얻으려고 무열의 집을 빼앗기 위해 사채업자에 개입한다. 이를 안 무열은 서우경에 대항을 선포, 그 과정에서 또 서우경의 연인이 은재를 배신한 유영원이라는 걸 알게되는 데 무열은 은재에게도 이사실을 말할겸 일석이조를 위해 쪽방 탈출을 위해 은재의 거짓 남편 노릇도 하면서 은재 집의 방세로 드는 걸 부탁했다. 공동 전선에 무열과 같이 가야할 처지를 알게 된 은재는 따분하지만 승낙한다.
- 김성령 : 서우경 역

재벌가에서 태어난 그녀는 어려서부터 삶의 진로가 결정되어 있었다. 아마 결혼까지 그러리라.. 모든 것을 남들이 결정해주다 보니 스스로 생각하는 것에 면역이 없었다. 그것에 대해 불만도 없었다. 그러나 완고하던 아버지가 죽고 깨닫는다. 모든 것을 누린 듯 살아왔던 자신이지만 진정으로 원했던 건 없었다는 것을.. 그 때 영훈을 만난다. 주눅들지도 않고 자기 연구에 대해 몇 시간씩 눈을 빛내며 설명하는 남자에게 서우경은 반한다. 그 남자가 은재라는 평범한 여자와 결혼한다고 했을 때, 은재라는 여자가 영훈을 행복하게 해줄 수 없을 거라고 생각하고 영훈을 흔든다.
- 박건형 : 유영훈 역

천재 성향이 다분한 남자. 세속적인 부와 명예에는 관심이 없다. 다만 평생 연구만 하면서 살고 싶다는 소망이 있다. 평범한 여자 은재를 사랑한다고 생각했다. 그녀와 결혼하면 편할 거라고 생각했다. 그러나 결혼을 준비하는 과정에서 돈 문제 때문에 자꾸 부딪친다. 그러던 중 결혼식 전달 스폰서 서우경이란 여자가 배팅을 한다. 평생 연구소에서 틀어박혀서 살 수 있도록 해주겠다고.. 주택부금이니, 융자니, 전기세니, 아파트 관리비니 하는 것을 생각하지 않게 해주겠다고 그러니 은재와 결혼하지 말고 곁에 있어달라고 그래서 은재를 배신한다.

### 김은재 주변 인물
- 신구 : 김회택 역
- 여운계 : 이끌순 역
- 봉태규 : 봉규 역
- 조은숙 : 한지희 역

### 박무열 주변 인물
- 홍수현 : 진이 역
- 박원숙 : 무열의 엄마 역

### 서우경 주변 인물
- 성지루 : 조민호 역
- 조동혁 : 조민호의 수하 역

### 그외 인물
- 박선우 : 배 상인 역
- 이지용 : 김 과장 역
- 홍승범
- 여호민
- 황보라
- 이승민
- 전성우
- 김은경
- 박정선
- 박영지
- 전해룡
- 이병준

## 이모저모
- 한동안 스타러너 등 영화 촬영에만 매진해 온 김현주의 안방극장 복귀작이었다[2].

## 결방
- 2004년 4월 8일 - 10시부터 <총선 비례대표 후보 토론회> 편성[3]으로 결방(전날 1~2회 연속)

## 수상
- 2004년 SBS 연기대상 드라마 스페셜 여자 연기상 김현주
- 2004년 SBS 연기대상 드라마 스페셜 남자 연기상 지진희